# Erik Bengtzboe
Erik Gustav Bengtzboe, född Larsson 9 februari 1987 i Vadsbro församling i Södermanlands län, är en svensk politiker (moderat). Han var förbundsordförande i MUF 2010–2014 samt riksdagsledamot 2010–2011 och 2014–2019. Han är sedan augusti 2020 chefsekonom på Skattebetalarna. 

## Biografi
Bengtzboe var förbundsordförande för Moderata ungdomsförbundet från 2010 till 2014, och var mellan 4 oktober 2010 och 20 januari 2011 ersättande riksdagsledamot för Moderaterna i Södermanlands län. Han ersatte talmannen Per Westerberg, vilken han vid årsskiftet 2014/2015 efterträdde som ordinarie riksdagsledamot efter Westerbergs avgång. Bengtzboe sitter också som ledamot i Nyköpings kommunfullmäktige sedan valet 2006.
Erik Bengtzboe har tidigare varit riksordförande för Moderat Skolungdom, förbundsstyrelseledamot (2008–2014) och ordförande (2010–2014) för MUF, distriktsordförande MUF Södermanland och föreningsordförande för MUF Nyköping. Han var även MUF:s valledare i både Europaparlamentsvalet 2009 och riksdagsvalet 2010. Bengtzboe har tidigare arbetat som regionchef på Ung Företagsamhet i Södermanland.
Bengtzboe var utbildningspolitisk talesperson för Moderaterna 2017–2019 och arbetsmarknadspolitisk talesperson februari–april 2019. I riksdagen var han ledamot i utbildningsutskottet januari 2015–februari 2019 och arbetsmarknadsutskottet februari–april 2019. Efter Aftonbladets granskning i reportageserien Maktens kvitton lämnade han alla sina uppdrag. I tidningens artiklar framkom att Bengtzboe fått 158 000 kronor i traktamenten och ersättning för en övernattningslägenhet i Stockholm, eftersom han var skriven hos sin mor i Nyköping, samtidigt som hans hustru och barn var skrivna i lägenheten.
Efter att ha lämnat riksdagsuppdragen och förundersökningen lagts ned blev han chefsekonom på Skattebetalarnas förening 2020.